# Dunadombó
Dunadombó (1899-ig Dubovácz, szerbül Дубовац / Dubovac, németül Dubowatz) falu Szerbiában a Vajdaságban a Dél-bánsági körzetben. Közigazgatásilag Kevevára községhez tartozik.

## Fekvése
Fehértemplomtól 21 km-re délnyugatra a Duna bal partján fekszik.

## Nevének eredete
Neve a szláv dob (= tölgy) főnévből származik.

## Története
1323-ban Dombo néven említik először. Egykori várát 1414-től említik, mint a kevei ispán alá tartozó aldunai végvárat. Pontos helye nem ismert.
A falunak 1910-ben  1509 lakosából 162 fő magyar, 86 fő német, 221 fő román, 1034 fő szerb, 2 fő egyéb anyanyelvű volt. Ebből 231 fő római katolikus, 5 fő görögkatolikus, 17 fő református, 5 fő ág. hitv. evangélikus, 1247 fő görögkeleti ortodox, vallású volt. A lakosok közül 497 fő tudott írni és olvasni, 230 lakos tudott magyarul.
A trianoni békeszerződésig Temes vármegye Kevevárai járásához tartozott.

## Jegyzetek

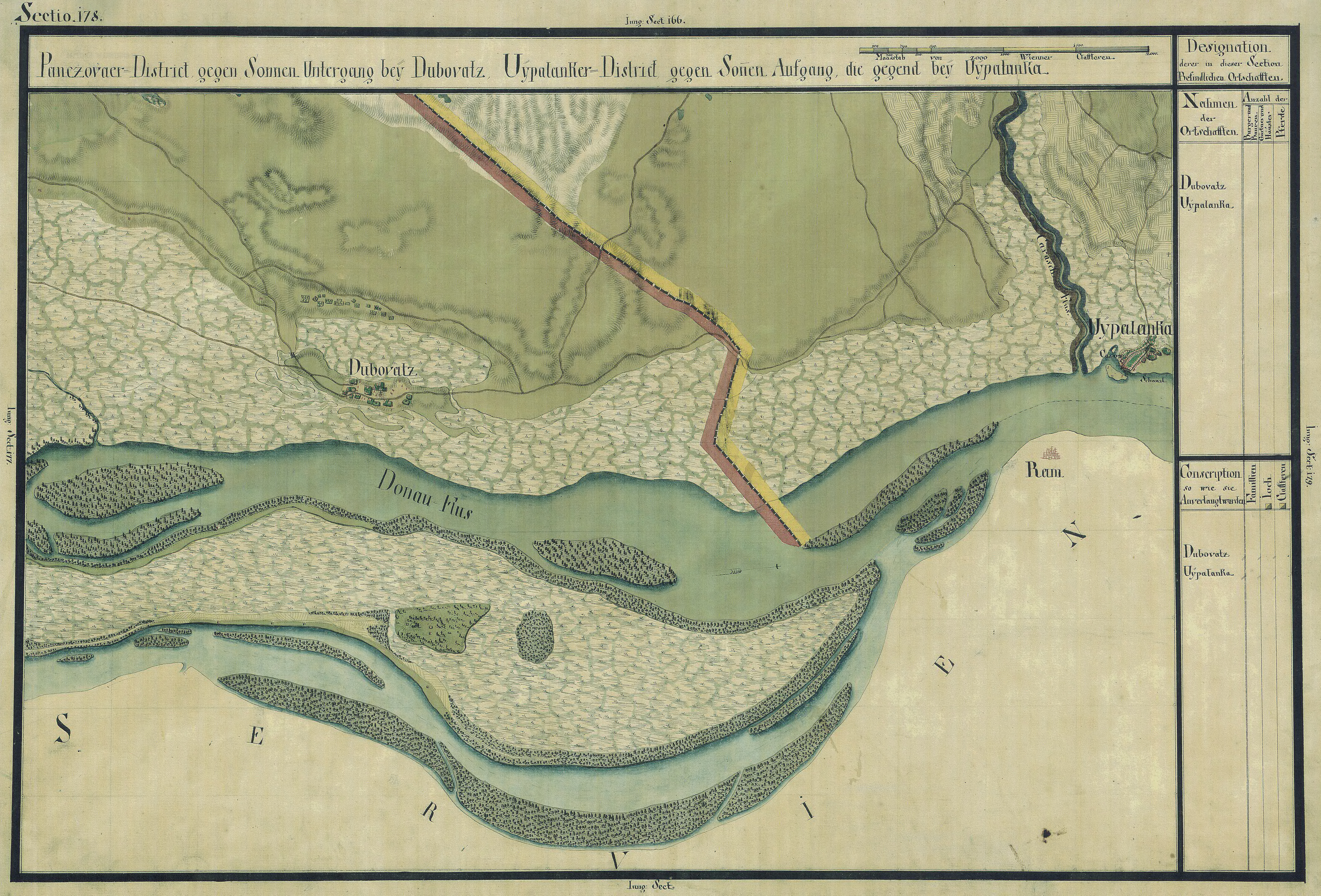
Dunadombó egy régi térképen

## Népesség

### Demográfiai változások
| 1948 | 1953 | 1961 | 1971 | 1981 | 1991 | 2002 | 2011 |
| ---- | ---- | ---- | ---- | ---- | ---- | ---- | ---- |
| 1615 | 1641 | 1677 | 1675 | 1598 | 1469 | 1283 | 1188 |